# Ochna polycarpa
Ochna polycarpa är en tvåhjärtbladig växtart som beskrevs av John Gilbert Baker. Ochna polycarpa ingår i släktet Ochna och familjen Ochnaceae. Inga underarter finns listade i Catalogue of Life.